# Ерік Герсет
Ерік Герсет (норв. Erik Herseth, 9 липня 1892 — 28 січня 1993) — норвезький яхтсмен.
Олімпійський чемпіон 1920 року в класі 10 метрів (за правилами 1907 року).